# Hernán Rivera Letelier

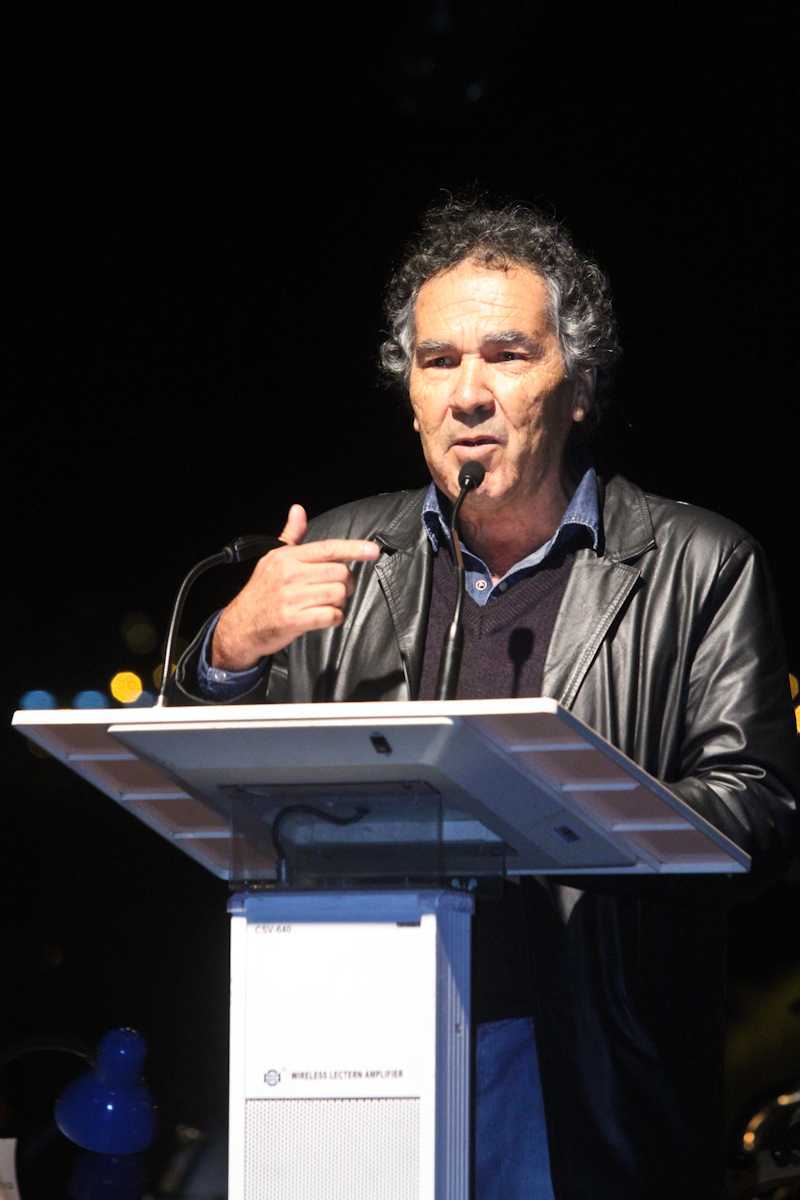
Hernán Rivera Letelier (2012)

Hernán Rivera Letelier (* 11. Juli 1950 in Talca, Chile) ist ein chilenischer Autor, der unter anderem durch seine Darstellungen des Lebens in den chilenischen Salpeter-Bergbaugebieten bekannt ist.

## Leben
Hernán Rivera Leteliers Familie zog kurz nach seiner Geburt in eine Bergbau-Siedlung im Norden von Chile. Nachdem dort die Minen geschlossen wurden, zogen sie in die Stadt Antofagasta. Als 1967 seine Mutter starb, wurden seine Geschwister von seinen Tanten aufgenommen. Er selbst musste sich mit Zeitungsverkäufen durchschlagen. Nach seiner Volljährigkeit geht er für drei Jahre auf eine Wanderung, die ihn durch Bolivien, Peru, Ecuador und Argentinien führte. 1973 kam er zurück nach Antofagasta, arbeitete in der Salpetermine Pedro de Valdivia und erlangte in der Abendschule seinen Schulabschluss. Mit 24 Jahren heiratete er, seine Frau war damals 17 Jahre alt. Sie bekamen vier Kinder. Nachdem er am Instituto Nacional de Capacitación Profesional (Nationales Institut der beruflichen Fortbildung, INACAP) ausgebildet worden war, wurde er für die Unterrichtung an Oberstufen zugelassen.
Letelier ist einer der meistgelesenen chilenischen Schriftsteller. Letelier lebt mit seiner Familie noch immer in Antofagasta.

## Ehrungen und Preise (Auswahl)
- 1994: Premio del Consejo Nacional del Libro (Chile) in der Kategorie: Unveröffentlichtes Werk für La reina Isabel cantaba rancheras
- 1996: Premio del Consejo Nacional del Libro, ebenfalls in der Kategorie Unveröffentlichtes Werk für Himno del ángel parado en una pata
- 2001: Chevalier des Ordre des Arts et des Lettres, Frankreich
- 2010: Premio Alfaguara de Novela, Spanien für El arte de de la resurrección
- 2022: Benennung eines Asteroiden nach ihm: (545839) Hernánletelier
- 2022: Premio Nacional de Literatura de Chile

## Werke (Auswahl)
- Poemas y pomadas. Gedichte; Editorial Eléctrica Chilena, Santiago de Chile 1987.
- Cuentos breves y cuescos de brevas. Kurzgeschichten; Ediciones del Taller de Literatura «Recital», Antofagasta 1990
- La reina Isabel cantaba rancheras. Roman; Editorial Planeta, 1994.
  - Lobgesang auf eine Hure. Übersetzt von Catalina Rojas Hauser. Krieger, Frankfurt am Main 1999. ISBN 3-8105-1621-X.
- Fatamorgana de amor con banda de música. Editorial Planeta, 1998.
  - Die Liebestäuschung, Roman. Übersetzt von Svenja Becker. Insel Verlag, Berlin 2013, ISBN 978-3-458-17565-0.
- Donde mueren los valientes, relatos. Editorial Sudamericana, Santiago de Chile 1999, ISBN 956-262-088-3.
- Las trenes ve van al purgatorio, Editorial Planeta, Buenos Aires, Argentinien 2000, ISBN 950-49-0414-9.
- El fantasista. Roman; Aguilar Chilena de Ediciones, Santiago de Chile 2006.
  - Der Traumkicker. Übersetzt von Svenja Becker. Insel-Verlag, Berlin 2012, ISBN 978-3-458-17533-9.
- La contadora de películas. Roman; Editorial Alfaguara, Barcelona 2009, ISBN 978-84-204-2359-3.
  - Die Filmerzählerin. Übersetzt von Svenja Becker. Insel-Verlag, Berlin 2011, ISBN 978-3-458-17495-0.[2][3]
  - La contadora de películas (spanischer Text für den Schulunterricht, mit Worterklärungen). Herausgegeben von Klaus A. Amann und Sara Marín Barrera. Reclam-Verlag, Stuttgart 2016, ISBN 978-3-15-019919-0.
- El arte de la resurrección. Roman; Editorial Alfaguara, Barcelona 2010, ISBN 978-84-204-0603-9.
- El escritor de epitafios. Roman; Editorial Alfaguara, Barcelona 2011.
- La muerte es una vieja historia. Editorial Alfaguara, Barcelona 2015.
- La muerte tiene olor a Pachulí. Editorial Alfaguara, Barcelona 2016.